# Еврика: Прозаична поема
Еврика (на английски: Eureka) е дълга научна творба от американския писател и поет Едгар Алън По. Подзаглавието ѝ е „Прозаична поема“, както и „Есе за материалистичната и духовна вселена“. Адаптирана от лекция, която По изнася, Еврика описва интуитивната концепция на писателя за същността на вселената без използването на научни творби за достигане до заключенията. В творбата се говори за връзката на човек с Бог, когото По сравнява с творец. Есето е посветено на немския естествоизпитател и изследовател Александър фон Хумболт. Макар че се смята за литературна творба, някои от идеите на По предвиждат открития от XX в. Всъщност един по-критичен анализ на научното съдържание в Еврика разкрива някои допирни точки с днешната космология, породени от приемането на тезата за развиваща се Вселена, но изключва анахроничните очаквания за относителни понятия като черни дупки.
Еврика не получава голямо внимание от критиката и от читателите при своето публикуване. Описана е като абсурдна, дори от приятели на писателя. Днешните критици продължават обсъжданията за значимостта на Еврика, а някои се съмняват върху нейната сериозност, отчасти заради многото неточни предположения на Едгар По и неговите комични описания на добре известни учени от неговото време.
Представена като поема, много сравняват есето с неговите фантастични творби, особено научнофантастични разкази като „Истината в случая с господин Валдемар“. Опитите на По да открие истината следват също и неговата собствена традиция на умозаключения. Той използва същите тези умозаключения в детективските си разкази. Предположението на Едгар, че душата продължава своето съществуване дори след смъртта, съответства на други негови творби, където героите възкръсват и се завръщат от света на мъртвите (например „Лигея“).
Есето е трансцендентално, което е странно, защото писателят неведнъж изразява своя остър негативен критицизъм към това литературно течение.
Едгар Алън По смята „Еврика...“ за своята най-добра творба, по-важна според него от откриването на гравитацията.